# Asistencia Nacionalsocialista para Víctimas de Guerra

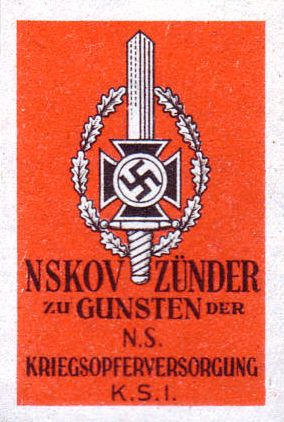
Caja de cerillas de la NSKOV.

La Asistencia Nacionalsocialista para Víctimas de Guerra (en alemán: Nationalsozialistische Kriegsopferversorgung, NSKOV) fue una organización de asistencia social para veteranos gravemente heridos y combatientes de primera línea de la Primera Guerra Mundial. La NSKOV se estableció en 1934 y estaba afiliada al Partido Nazi.
Después de la derrota de la Alemania nazi en la Segunda Guerra Mundial, el gobierno militar estadounidense emitió una ley especial que prohibía al Partido Nazi y todas sus ramas. Conocida como la Ley número cinco, este decreto de desnazificación disolvió la NSKOV como con todas las organizaciones vinculadas al Partido Nazi. Las organizaciones que se ocupan del bienestar de los veteranos de la Primera Guerra Mundial tuvieron que establecerse nuevamente durante la reconstrucción de la posguerra tanto en Alemania Occidental como en Alemania Oriental.

## Historia
La sede de la organización estaba en Kreuzberg, Berlín (en ese momento el distrito SW 68) y empleó al arquitecto Willy Muehlau para diseñar complejos residenciales baratos para los veteranos de guerra nazis. Estos complejos surgieron en algún momento entre finales de la década de 1920 y principios de la década de 1930 y están protegidos de acuerdo con la Denkmalliste de la Ciudad de Berlín (lista de monumentos).